# 穆克登額
穆克登額（穆麟德轉寫：mukdengge），瓜爾佳氏，来自滿洲鑲黃旗滿洲第二參領，清朝政治人物、清朝工部尚書。
曾任禮部尚書。嘉慶二十五年十月戊子，接替蘇楞額，擔任清朝工部尚書，后改禮部尚書。由文孚接任。妻張佳氏，孫子江蘇布政使聯英（長孫，蔭祖父穆克登額一品蔭生）、筆帖式聯菖。